# La conversione e morte di San Guglielmo
La conversione e morte di San Guglielmo háromfelvonásos szakrális zenés dráma (Dramma Sacro) Giovanni Battista Pergolesi olasz zeneszerző munkája. A librettót Ignazio Maria Mancini írta Laurentius Surius X. Szent Vilmos aquitániai herceg életéről szóló elbeszélése alapján. Ez volt Pergolesi első operája. A bemutatójára 1731 nyarán került sor a nápolyi Sant'Aniello a Caponapoli kolostorban.

## Keletkezése
1731-ben Pergolesi közeledett tanulmányai befejezéséhez a Poveri di Gesú Cristo konzervatóriumban. Ekkorra már sikerült nevet szereznie magának, egyházi intézményekben, szalonokban adott elő eleinte énekesként, később hegedűművészként, költségeit az így befolyt összegből fedezte. 1729 és 1730 között egy zenei együttes első hegedűse volt, és gyakran dolgozott az oratoriánusok számára.
Az iskola befejezését követően az első komoly felkérést szintén az oratoriánus rendtől kapta. „A főnix a máglyán avagy Szent József halála” című oratóriumát 1731. március 19-én mutatták be a rend templomának, a mai Girolamininek az átriumában. A következő nyáron felkérték, hogy tanulmányait befejezendő gyakorlatként zenésítse meg Ignazio Mancini Li prodigi della divina grazia nella conversione e morte di san Guglielmo duca d’Aquitania című drámáját. A bemutatóra a Sant'Agnello Maggiore kolostorában került bemutatásra. A librettó szerzője Ignazio Maria Mancini volt, „aki az Accademia degli Arcadi tagjaként Echione Cinerario néven merült el a költői bűnökben”. A közönséget az oratoriánusokhoz bejáratos személyek, azaz „Nápoly krémje” alkotta. Az előadást látva két nápolyi főnemes támogatásáról biztosította a „kis tanárt”, és megnyitotta előtte a San Bartolomeo színház kapuit, mely akkoriban Nápoly egyik legnépszerűbb és legfontosabb színháza volt. Itt kapta meg felkérését első opera seriájának (La Salustia) megírására.

## Szereplői
| Szerep                       | Hangfekvés |
| ---------------------------- | ---------- |
| San Guglielmo (Szent Vilmos) | szoprán    |
| San Bernardo (Szent Bernát)  | szoprán    |
| Cuòsemo                      | basszus    |
| L'angelo (az angyal)         | szoprán    |
| Il demonio (a démon)         | basszus    |
| Padre Arsenio (Arsenio atya) | szoprán    |
| Alberto                      | szoprán    |

## Fordítás
- Ez a szócikk részben vagy egészben  a   La conversione e morte di San Guglielmo című angol Wikipédia-szócikk fordításán alapul.  Az eredeti cikk szerkesztőit annak laptörténete sorolja fel. Ez a jelzés csupán a megfogalmazás eredetét és a szerzői jogokat jelzi, nem szolgál a cikkben szereplő információk forrásmegjelöléseként.